# El Masroig
El Masroig – gmina w Hiszpanii, w prowincji Tarragona, w Katalonii, o powierzchni 15,79 km². W 2011 roku gmina liczyła 565 mieszkańców.